# W (команда)
w — unix-утиліта, що виводить інформацію про користувачів, що зараз працюють та їх процеси. Для кожного користувача вказуються такі дані: ім'я, назва терміналу, віддалений комп'ютер, час реєстрації у системі, час простою, JCPU, PCPU та командний рядок його процесу, що зараз виконується.
Час JCPU — це час, використаний усіма процесами, закріпленими за tty. Воно не включає завершені фонові завдання, але включає фонові завдання, що зараз виконуються.
Час PCPU — це час, використаний поточним процесом, вказаним у полі «what» («що»).

## Використання
w -hlsufV [user]

### Параметри запуску
-h
Не виводити заголовок.
-u
Ігнорувати імена користувачів при визначенні часу поточного процесу і cpu. Для коректної роботи потрібні права суперкористувача.
-s
Використовувати короткий формат. Не виводить час реєстрації, час JCPU і PCPU.
-f
Вімкнути або вимкнути вивід поля from (ім'я віддаленого комп'ютера). За умовчанням поле from не виводиться, проте можна скомпілювати версію, де поле from виводиться за умовчанням.
-V
Вказати версію.
user
Показати інформацію лише про вказаного користувача.